# Graafschap Weimar-Orlamünde

Wapen van Weimar-Orlamünde

Het graafschap Weimar-Orlamünde was van 1062 tot 1365 een zelfstandige politieke entiteit in het Landgraafschap Thüringen. Het bestond uit de niet-aaneengesloten gebieden van het graafschap Weimar en het graafschap Orlamünde.
Graaf Otto I van de oude lijn van de graven van Weimar, slaagde er rond 1060 in in het bezit te komen van het graafschap Orlamünde. Toen Otto's oudere broer Willem in 1062 kinderloos overleed, kwam Otto ook in het bezit van het graafschap Weimar. Sindsdien werden beide gebieden verbonden in het graafschap Weimar-Orlamünde.
In 1365 moest Frederik I het graafschap als leen afstaan aan het Huis Wettin, waardoor de geschiedenis van het graafschap als zelfstandige entiteit eindigde. In 1373 ten slotte werd het gebied aangehecht bij het Markgraafschap Meißen. De familie van de graven van Weimar-Orlamünde zelf stierf in 1486 uit.

## Graven van Weimar-Orlamünde
- zie lijst van graven van Weimar-Orlamünde